# İlkay
İlkay ist ein türkischer weiblicher und männlicher Vorname. Übersetzt bedeutet er „der erste Mond“ oder „der erste Monat“.

## Namensträger

### Männlicher Vorname
- İlkay Aydemir (* 1998), türkischer Stabhochspringer
- İlkay Demir (* 1987), türkischer Fußballspieler
- İlkay Gündoğan (* 1990), deutscher Fußballspieler

### Weiblicher Vorname
- İlkay Akkaya (* 1964), türkische Sängerin